# Phaenopsectra punctipes
Phaenopsectra punctipes är en tvåvingeart som först beskrevs av Christian Rudolph Wilhelm Wiedemann 1817.  Phaenopsectra punctipes ingår i släktet Phaenopsectra och familjen fjädermyggor. Arten är reproducerande i Sverige. Inga underarter finns listade i Catalogue of Life.